# Young and Crazy
Albums de Tigertailz
{...1er album...} Bezerk
Young and Crazy est le premier album studio du groupe Tigertailz sorti en 1987.

## Liste des morceaux
1. Hollywood Killer (02:51)
2. Star Attraction (03:39)
3. Ballerina (00:51)
4. Livin' Without You (04:17)
5. Shameless (04:20)
6. City Kidz (03:56)
7. Shoot To Kill (03:20)
8. Turn Me On (02:44)
9. She'z Too Hot (03:12)
10. Young And Crazy (03:03)
11. Fall In Love Again (04:44)

Toutes les chansons écrites par: S.Jaimz & J.Pepper exceptée She'z Too Hot écrite par P.Tate.

## Formation
- Steevi Jaimz: Chants
- Jay Pepper: Guitare
- Pepsi Tate: Basse
- Ace Finchum: Batterie